# Desaparición de Dorothy Forstein
Dorothy "Dora" Forstein (Filadelfia, Pensilvania, 1909) fue una mujer estadounidense que desapareció el 18 de octubre de 1949.

## Desaparición
Nacida como Dorothy Cooper, en la tarde del 18 de octubre de 1949, el esposo de Dorothy, el magistrado Jules Forstein, salió de su casa para pasar la noche fuera. Más tarde llamó a Dorothy y le dijo que no llegaría a casa hasta entrada la madrugada. Cuando regresó a casa, se sorprendió mucho al encontrar a sus dos hijos, Edward y Marcy, abrazados en una habitación. Ambos lloraban y le dijeron que su madre se había marchado de casa. La hija, Marcy, comentó que apenas quince minutos antes se había despertado por escuchar ruidos en el piso de abajo y marchó hacia las escaleras, donde había visto a un hombre de mediana edad con una gorra marrón que llevaba a su madre inconsciente por las escaleras sobre el hombro. Cuando ella le preguntó qué estaba haciendo, él le dio unas palmaditas en la cabeza y le dijo: "Vuelve a dormir pequeña, tu mamá está bien". Luego se fue y cerró la puerta.

## Investigación
Dorothy tenía 40 años en el momento de ocurrir los hechos. Inicialmente, la policía dudó de la historia de Marcy, pero la creyó después de que un psiquiatra la entrevistara y confirmase que aparentemente estaba diciendo la verdad. La teoría planteada por primera vez por la policía fue que alguien con rencor contra su esposo debido a su trabajo la había atacado. Esto fue visto como muy probable, dado que cinco años antes un intruso entró en la casa y no robó nada, pero asaltó severamente a Dorothy. El intruso no dejó huellas digitales ni había signos de entrada forzada, al igual que en el asalto anterior. Se realizó una gran búsqueda para encontrar a Forstein cuando la policía solicitó un control de todas las mujeres no identificadas y solicitó informes de los hospitales (incluidos hospitales mentales), hoteles, morgues y convalecientes en todo el país. El capitán James Kelly de la oficina de detectives de Filadelfia envió 10.000 avisos a los departamentos de policía e instituciones con la descripción de Forstein. La investigación policial quedó estancada, sin pistas que determinaran qué pasó con la señora Forstein ni quién fue la persona que allanó el domicilio aquella noche.